# 베투 (1976년)
호베르투 루이스 가스파르 드 데우스 세베루(Roberto Luís Gaspar de Deus Severo, 1976년 5월 3일 ~ )는 일반적으로 베투(Beto)라는 약칭으로 불리는 포르투갈의 은퇴한 축구 선수이다.
2002년 FIFA 월드컵 때 미국과의 조별 예선 경기에서 골을 기록했지만 포르투갈은 미국에 2-3으로 패했고 대한민국과의 조별 예선 경기에서는 이영표에게 가한 태클 파울로 인한 두 번째 경고 누적으로 퇴장을 당했다. 특히 포르투갈은 대한민국과의 경기에서 주앙 핀투와 그의 퇴장으로 인해 수적인 열세에 빠졌고 박지성의 득점으로 뼈아픈 0-1 패배를 당하면서 16강 진출에 실패하고 만다.